# Nicolai Jørgensen
Nicolai Mick Jørgensen (Ballerup, 15 januari 1991) is een Deens voormalig voetballer die doorgaans speelde als spits. Tussen 2009 en 2022 was hij actief voor Akademisk BK, Bayer Leverkusen, 1. FC Kaiserslautern, FC Kopenhagen, Feyenoord, Kasımpaşa en opnieuw FC Kopenhagen. Jørgensen maakte in 2011 zijn debuut in het Deens voetbalelftal en kwam uiteindelijk tot negenendertig interlandoptredens.

## Clubcarrière

### Akademisk
Jørgensen speelde in de jeugdopleiding van Skovlunde IF en stapte in 2001 over naar die van Akademisk BK. Daar zou hij tot 2009 actief zijn, met uitzondering van een jaar in de B-jeugd van Brøndby IF. Op 2 april 2009 maakte Jørgensen zijn debuut in het professionele voetbal door Peter Benjaminsen te vervangen in een wedstrijd tegen Skive IK. Jørgensen gaf een assist bij het winnende doelpunt in deze wedstrijd. Zijn eerste doelpunt in het professionele voetbal scoorde Jørgensen op 30 oktober 2009, in de blessuretijd tegen BK Frem. Over twee seizoenen speelde hij 32 wedstrijden voor Akademisk, waarin hij acht keer scoorde.

### Bayer Leverkusen
In de zomer van 2010 trok Jørgensen naar Bayer Leverkusen. Tijdens een trainingskamp in de voorbereiding scoorde hij vier keer in 45 minuten. Vervolgens tekende hij op 12 juli 2010 een vijfjarige verbintenis bij de Duitse club. Hij debuteerde voor Bayer Leverkusen in een Europa League-kwalificatieduel tegen Tavrija Simferopol op 26 augustus 2010. Dit was ook zijn eerste duel op Europees niveau. Op 29 augustus maakte Jørgensen zijn debuut in de Bundesliga tegen Borussia Mönchengladbach. Op 1 november 2011 speelde hij zijn eerste wedstrijd in de Champions League, toen Bayer Leverkusen tegen Valencia speelde. Jørgensen kon niet doorbreken bij Bayer Leverkusen en scoorde niet in 21 wedstrijden voor de Duits club.

### Verhuur aan Kaiserslautern
In de winter van 2012 verhuurde Bayer Leverkusen Jørgensen aan 1. FC Kaiserslautern. Kaiserslautern won slechts één wedstrijd sinds de komst van Jørgensen, en de aanvaller moest veel wedstrijden missen door een schaambeenontsteking. Jørgensen speelde vijf wedstrijden voor Kaiserslautern en kwam hierin niet tot scoren.

### FC Kopenhagen
Bayer Leverkusen verhuurde Jørgensen opnieuw in de zomer van 2012, dit keer aan FC Kopenhagen in de thuisland van de spits. Op 15 juli 2012 speelde Jørgensen zijn eerste wedstrijd voor FC Kopenhagen, in de Superligaen tegen FC Midtjylland. In de voorrondes van de Champions League scoorde Jørgensen zijn eerste doelpunt voor zijn nieuwe club tegen Club Brugge. In de competitie scoorde Jørgensen in september drie wedstrijden achter elkaar, waarna FC Kopenhagen de Deen definitief overnam van Bayer Leverkusen. FC Kopenhagen won het Deense kampioenschap in Jørgensen's eerste seizoen bij de club, de spits zelf droeg hier met elf goals aan bij. In het seizoen 2013/14 zat Kopenhagen in een Champions League-groep met o.a. Real Madrid en Juventus. Kopenhagen eindigde onderaan de groep, maar Jørgensen scoorde het openingsdoelpunt in een 1-1 gelijkspel met de Italiaanse club. Hij moest een deel van het tweede seizoenshelft missen vanwege een hamstringblessure. In 2015 won Kopenhagen de Deense voetbalbeker, en in het seizoen daarop won Kopenhagen de dubbel. Jørgensen scoorde in het seizoen 2015/16 negentienmaal in veertig wedstrijden, waaronder in de bekerfinale tegen Aarhus GF.

### Feyenoord
Jørgensen tekende op 17 juni 2016 een contract tot medio 2021 bij Feyenoord. Dat betaalde circa €3.500.000,- voor hem aan FC Kopenhagen. Op zondag 7 augustus 2016 luisterde hij zijn competitiedebuut op met een doelpunt, uit tegen FC Groningen  (0-5). Jørgensens eerste seizoen bij Feyenoord werd zijn meest productieve in zijn carrière en in het eredvisieseizoen 2016/2017 werd hij tevens topscorer met 21 doelpunten. Ook maakte hij op zondag 12 maart 2017 voor het eerst in zijn loopbaan een hattrick. Die dag zorgde hij voor zowel de 1–0, de 4–1 als de laatste treffer tijdens een met 5–2 gewonnen competitiewedstrijd thuis tegen AZ. Feyenoord werd met Jørgensen in de gelederen voor het eerst in achttien jaar kampioen van Nederland. Het seizoen 2017/18 begon Feyenoord met het winnen van de Johan Cruijff Schaal tegen Vitesse. Jørgensen schoot de winnende penalty binnen in de strafschoppenreeks. In de winter van 2018 kon Jørgensen naar Newcastle United transfereren, maar de Engelse club en Feyenoord kwamen er niet uit. Feyenoord won dat seizoen de KNVB Beker. Jørgensen scoorde het openingsdoelpunt in de met 3-0 gewonnen finale tegen AZ. In het seizoen 2018/19 won Feyenoord opnieuw de Johan Cruijff Schaal. Dit keer werd PSV na een strafschoppenserie verslagen. Jørgensen kon hier wegens een blessure niet bij zijn. Hij scoorde een hattrick in de bekerwedstrijd tegen ADO Den Haag op 1 november 2018. In de zomer van 2019 ondertekende Nicolai Jørgensen een contract dat hem tot 2022 aan Feyenoord verbindt. Jørgensen heeft bij Feyenoord last gehad van meerdere blessures. Zo moest hij in het seizoen 2019/20 meerdere wedstrijden missen door een knie- en teenblessure.

### Kasımpaşa
In de zomer van 2021 mocht Jørgensen vertrekken bij Feyenoord. Uiteindelijk kwam er in juli een akkoord met Kasımpaşa, wat hem transfervrij mocht overnemen. Bij de Turkse club tekende hij voor drie seizoenen. Na vijftien wedstrijden en twee doelpunten werd op 31 januari 2022 bekend dat Jørgensen zijn contract had laten ontbinden.

### Terugkeer bij Kopenhagen
Hierna keerde hij terug naar Kopenhagen. In een half seizoen maakte hij een doelpunt in negen competitiewedstrijden. Zijn contract werd niet verlengd en in de zomer mocht hij weer transfervrij vertrekken. Jørgensen besloot in januari 2025 op vierendertigjarige leeftijd definitief een punt achter zijn actieve loopbaan te zetten.

## Clubstatistieken
| Seizoen    | Club                      | Competitie        | Competitie | Competitie | Beker | Beker | Internationaal | Internationaal | Overig | Overig | Totaal | Totaal |
| Seizoen    | Club                      | Competitie        | Wed.       | Dlp.       | Wed.  | Dlp.  | Wed.           | Dlp.           | Wed.   | Dlp.   | Wed.   | Dlp.   |
| ---------- | ------------------------- | ----------------- | ---------- | ---------- | ----- | ----- | -------------- | -------------- | ------ | ------ | ------ | ------ |
| 2008/09    | Akademisk BK              | 1. division       | 8          | 0          | 0     | 0     | —              | —              | —      | —      | 8      | 0      |
| 2009/10    | Akademisk BK              | 1. division       | 23         | 7          | 1     | 1     | —              | —              | —      | —      | 24     | 8      |
| Clubtotaal | Clubtotaal                | Clubtotaal        | 31         | 7          | 1     | 1     | 0              | 0              | 0      | 0      | 32     | 8      |
| 2010/11    | Bayer Leverkusen          | Bundesliga        | 9          | 0          | 1     | 0     | 8              | 0              | 0      | 0      | 18     | 0      |
| 2010/11    | Bayer Leverkusen II       | Regionalliga West | 1          | 0          | —     | —     | —              | —              | —      | —      | 1      | 0      |
| 2011/12    | Bayer Leverkusen          | Bundesliga        | 1          | 0          | 0     | 0     | 2              | 0              | 0      | 0      | 3      | 0      |
| Clubtotaal | Clubtotaal                | Clubtotaal        | 10         | 0          | 1     | 0     | 10             | 0              | 0      | 0      | 21     | 0      |
| Clubtotaal | Clubtotaal                | Clubtotaal        | 1          | 0          | 0     | 0     | 0              | 0              | 0      | 0      | 1      | 0      |
| 2011/12    | → 1. FC Kaiserslautern    | Bundesliga        | 5          | 0          | 0     | 0     | —              | —              | 0      | 0      | 5      | 0      |
| 2011/12    | → 1. FC Kaiserslautern II | Regionalliga West | 1          | 0          | —     | —     | —              | —              | —      | —      | 1      | 0      |
| Clubtotaal | Clubtotaal                | Clubtotaal        | 5          | 0          | 0     | 0     | 0              | 0              | 0      | 0      | 5      | 0      |
| Clubtotaal | Clubtotaal                | Clubtotaal        | 1          | 0          | 0     | 0     | 0              | 0              | 0      | 0      | 1      | 0      |
| 2012/13    | → FC Kopenhagen           | Superligaen       | 8          | 3          | 0     | 0     | 4              | 1              | 0      | 0      | 12     | 4      |
| 2012/13    | FC Kopenhagen             | Superligaen       | 19         | 8          | 1     | 0     | 4              | 0              | 0      | 0      | 24     | 8      |
| 2013/14    | FC Kopenhagen             | Superligaen       | 16         | 7          | 2     | 0     | 6              | 1              | 0      | 0      | 24     | 8      |
| 2014/15    | FC Kopenhagen             | Superligaen       | 25         | 10         | 4     | 0     | 8              | 2              | 0      | 0      | 37     | 12     |
| 2015/16    | FC Kopenhagen             | Superligaen       | 31         | 15         | 5     | 2     | 4              | 2              | 0      | 0      | 40     | 19     |
| Clubtotaal | Clubtotaal                | Clubtotaal        | 99         | 43         | 12    | 2     | 26             | 6              | 0      | 0      | 137    | 51     |
| 2016/17    | Feyenoord                 | Eredivisie        | 32         | 21         | 3     | 2     | 6              | 2              | 1      | 0      | 42     | 25     |
| 2017/18    | Feyenoord                 | Eredivisie        | 26         | 10         | 3     | 1     | 4              | 2              | 1      | 0      | 34     | 13     |
| 2018/19    | Feyenoord                 | Eredivisie        | 24         | 7          | 4     | 3     | 0              | 0              | 0      | 0      | 28     | 10     |
| 2019/20    | Feyenoord                 | Eredivisie        | 13         | 5          | 3     | 0     | 2              | 0              | 0      | 0      | 18     | 5      |
| 2020/21    | Feyenoord                 | Eredivisie        | 23         | 5          | 1     | 0     | 3              | 0              | 2      | 0      | 29     | 5      |
| Clubtotaal | Clubtotaal                | Clubtotaal        | 118        | 48         | 14    | 6     | 15             | 4              | 4      | 0      | 151    | 58     |
| 2021/22    | Kasımpaşa                 | Süper Lig         | 15         | 2          | 0     | 0     | 0              | 0              | 0      | 0      | 15     | 2      |
| Clubtotaal | Clubtotaal                | Clubtotaal        | 15         | 2          | 0     | 0     | 0              | 0              | 0      | 0      | 15     | 2      |
| 2021/22    | FC Kopenhagen             | Superligaen       | 9          | 1          | 0     | 0     | 0              | 0              | 0      | 0      | 9      | 1      |
| Totaal     | Totaal                    | Totaal            | 289        | 101        | 28    | 9     | 51             | 10             | 4      | 0      | 372    | 120    |

## Interlandcarrière
Jørgensen debuteerde in het Deens voetbalelftal op 11 november 2011. Op die dag werd een vriendschappelijke wedstrijd tegen Zweden met 2–0 gewonnen. De aanvaller moest van bondscoach Morten Olsen op de bank beginnen en viel twintig minuten voor tijd in voor Nicklas Bendtner. De andere debutant dit duel was Jores Okore. In november 2015 maakte Jørgensen zijn eerste doelpunt voor de nationale ploeg, in een play-off-duel voor het EK tegen Zweden. Ondanks de goal van Jørgensen kwalificeerde Denemarken zich niet. Åge Hareide nam Jørgensen op in de Deense selectie voor het WK 2018. Jørgensen gaf een assist in het groepsduel met Australië. Denemarken werd in de achtste finale uitgeschakeld door uiteindelijk finalist Kroatië na een strafschoppenserie. Jørgensen miste zijn strafschop.
| Interlands van Nicolai Jørgensen voor Denemarken | Interlands van Nicolai Jørgensen voor Denemarken | Interlands van Nicolai Jørgensen voor Denemarken | Interlands van Nicolai Jørgensen voor Denemarken | Interlands van Nicolai Jørgensen voor Denemarken | Interlands van Nicolai Jørgensen voor Denemarken | Interlands van Nicolai Jørgensen voor Denemarken |
| №                                                | Datum                                            | Wedstrijd                                        | Uitslag                                          | Competitie                                       | Goals                                            |                                                  |
| Als speler bij Bayer Leverkusen                  | Als speler bij Bayer Leverkusen                  | Als speler bij Bayer Leverkusen                  | Als speler bij Bayer Leverkusen                  | Als speler bij Bayer Leverkusen                  | Als speler bij Bayer Leverkusen                  |                                                  |
| ------------------------------------------------ | ------------------------------------------------ | ------------------------------------------------ | ------------------------------------------------ | ------------------------------------------------ | ------------------------------------------------ | ------------------------------------------------ |
| 1                                                | 11 november 2011                                 | Denemarken – Zweden                              | 2 – 0                                            | Vriendschappelijk                                |                                                  |                                                  |
| 2                                                | 15 november 2011                                 | Denemarken – Finland                             | 2 – 1                                            | Vriendschappelijk                                |                                                  |                                                  |
| Als speler bij FC Kopenhagen                     |                                                  |                                                  |                                                  |                                                  |                                                  |                                                  |
| 3                                                | 8 september 2012                                 | Denemarken – Tsjechië                            | 0 – 0                                            | WK 2014 kwalificatie                             |                                                  |                                                  |
| 4                                                | 6 februari 2013                                  | Macedonië – Denemarken                           | 3 – 0                                            | Vriendschappelijk                                |                                                  |                                                  |
| 5                                                | 22 maart 2013                                    | Tsjechië – Denemarken                            | 0 – 3                                            | WK 2014 kwalificatie                             |                                                  |                                                  |
| 6                                                | 26 maart 2013                                    | Denemarken – Bulgarije                           | 1 – 1                                            | WK 2014 kwalificatie                             |                                                  |                                                  |
| 7                                                | 15 november 2013                                 | Denemarken – Noorwegen                           | 2 – 1                                            | Vriendschappelijk                                |                                                  |                                                  |
| 8                                                | 29 maart 2015                                    | Frankrijk – Denemarken                           | 2 – 0                                            | Vriendschappelijk                                |                                                  |                                                  |
| 9                                                | 4 september 2015                                 | Denemarken - Albanië                             | 0 – 0                                            | EK 2016 kwalificatie                             |                                                  |                                                  |
| 10                                               | 7 september 2015                                 | Armenië – Denemarken                             | 0 – 0                                            | EK 2016 kwalificatie                             |                                                  |                                                  |
| 11                                               | 8 oktober 2015                                   | Portugal – Denemarken                            | 1 – 0                                            | EK 2016 kwalificatie                             |                                                  |                                                  |
| 12                                               | 11 oktober 2015                                  | Denemarken – Frankrijk                           | 1 – 2                                            | Vriendschappelijk                                |                                                  |                                                  |
| 13                                               | 14 november 2015                                 | Zweden – Denemarken                              | 2 – 1                                            | EK 2016 kwalificatie                             | 80'                                              |                                                  |
| 14                                               | 17 november 2015                                 | Denemarken - Zweden                              | 2 – 2                                            | EK 2016 kwalificatie                             |                                                  |                                                  |
| 15                                               | 24 maart 2016                                    | Denemarken - IJsland                             | 2 – 1                                            | Vriendschappelijk                                | 50', 54'                                         |                                                  |
| 16                                               | 29 maart 2016                                    | Schotland - Denemarken                           | 1 – 0                                            | Vriendschappelijk                                |                                                  |                                                  |
| Als speler bij Feyenoord                         |                                                  |                                                  |                                                  |                                                  |                                                  |                                                  |
| 17                                               | 31 augustus 2016                                 | Denemarken - Liechtenstein                       | 5 – 0                                            | Vriendschappelijk                                | 30', 33'                                         |                                                  |
| 18                                               | 4 september 2016                                 | Denemarken – Armenië                             | 1 – 0                                            | WK 2018 kwalificatie                             |                                                  |                                                  |
| 19                                               | 8 oktober 2016                                   | Polen – Denemarken                               | 3 – 2                                            | WK 2018 kwalificatie                             |                                                  |                                                  |
| 20                                               | 11 oktober 2016                                  | Denemarken – Montenegro                          | 0 – 1                                            | WK 2018 kwalificatie                             |                                                  |                                                  |
| 21                                               | 11 november 2016                                 | Denemarken – Kazachstan                          | 4 – 1                                            | WK 2018 kwalificatie                             |                                                  |                                                  |
| 22                                               | 15 november 2016                                 | Tsjechië – Denemarken                            | 1 – 1                                            | Vriendschappelijk                                | 38'                                              |                                                  |
| 23                                               | 6 juni 2017                                      | Denemarken – Duitsland                           | 1 – 1                                            | Vriendschappelijk                                |                                                  |                                                  |
| 24                                               | 10 juni 2017                                     | Kazachstan – Denemarken                          | 1 – 3                                            | WK 2018 kwalificatie                             | 27'                                              |                                                  |
| 25                                               | 1 september 2017                                 | Denemarken – Polen                               | 4 – 0                                            | WK 2018 kwalificatie                             | 59'                                              |                                                  |
| 26                                               | 4 september 2017                                 | Armenië – Denemarken                             | 1 – 4                                            | WK 2018 kwalificatie                             |                                                  |                                                  |
| 27                                               | 11 november 2017                                 | Denemarken – Ierland                             | 0 – 0                                            | WK 2018 kwalificatie                             |                                                  |                                                  |
| 28                                               | 14 november 2017                                 | Ierland – Denemarken                             | 1 – 5                                            | WK 2018 kwalificatie                             |                                                  |                                                  |
| 29                                               | 22 maart 2018                                    | Denemarken - Panama                              | 1 – 0                                            | Vriendschappelijk                                |                                                  |                                                  |
| 30                                               | 2 juni 2018                                      | Zweden – Denemarken                              | 0 – 0                                            | Vriendschappelijk                                |                                                  |                                                  |
| 31                                               | 9 juni 2018                                      | Denemarken - Mexico                              | 2 – 0                                            | Vriendschappelijk                                |                                                  |                                                  |
| 32                                               | 16 juni 2018                                     | Peru – Denemarken                                | 0 – 1                                            | WK 2018                                          |                                                  |                                                  |
| 33                                               | 21 juni 2018                                     | Australië – Denemarken                           | 1 – 1                                            | WK 2018                                          |                                                  |                                                  |
| 34                                               | 1 juli 2018                                      | Kroatië – Denemarken                             | 1 – 1                                            | WK 2018                                          |                                                  |                                                  |
| 35                                               | 16 november 2018                                 | Wales – Denemarken                               | 1 – 2                                            | Nations League 2018/19                           | 42'                                              |                                                  |
| 36                                               | 19 november 2018                                 | Denemarken – Ierland                             | 0 – 0                                            | Nations League 2018/19                           |                                                  |                                                  |
| 37                                               | 21 maart 2019                                    | Kosovo - Denemarken                              | 2 – 2                                            | Vriendschappelijk                                |                                                  |                                                  |
| 38                                               | 26 maart 2019                                    | Zwitserland - Denemarken                         | 3 – 3                                            | EK 2020 kwalificatie                             |                                                  |                                                  |
| 39                                               | 7 juni 2019                                      | Denemarken – Ierland                             | 1 – 1                                            | EK 2020 kwalificatie                             |                                                  |                                                  |

## Erelijst
| Competitie           |               |                           |               |               |
| Competitie           | Aantal        | Jaren                     |               |               |
| FC Kopenhagen        | FC Kopenhagen | FC Kopenhagen             | FC Kopenhagen | FC Kopenhagen |
| -------------------- | ------------- | ------------------------- | ------------- | ------------- |
| Superligaen          | 3             | 2012/13, 2015/16, 2021/22 |               |               |
| Deense voetbalbeker  | 2             | 2014/15, 2015/16          |               |               |
| Feyenoord            |               |                           |               |               |
| Eredivisie           | 1             | 2016/17                   |               |               |
| KNVB Beker           | 1             | 2017/18                   |               |               |
| Johan Cruijff Schaal | 2             | 2017, 2018                |               |               |
| Individueel          |               |                           |               |               |
| Topscorer Eredivisie | 1             | 2016/17 (21 goals)        |               |               |